# 多洛斯齊湖 (謝別日區)
56°04′01″N 28°44′01″E / 56.06694°N 28.73361°E
多洛斯齊湖（俄语：Долосцы），是俄羅斯的湖泊，位於該國西北部，由普斯科夫州負責管轄，處於謝別日區，面積1.1平方公里，集水區面積6.1平方公里，平均水深4米，最大水深7.4米。